# Hlorofilid-a oksigenaza
Hlorofilid-a oksigenaza (EC 1.14.13.122, hlorofilid a oksigenaza, hlorofil-b sintaza, CAO) je enzim sa sistematskim imenom hlorofilid-a:kiseonik 7-oksidoreduktaza. Ovaj enzim katalizuje sledeću hemijsku reakciju
(1) hlorofilid a + O2 + + {\displaystyle \rightleftharpoons } 7-hidroksihlorofilid a +2O + +
(2) 7-hidroksihlorofilid a + O2 + + {\displaystyle \rightleftharpoons } hlorofilid b + 2H2O + +
Hlorofil b je neophodan za formiranje stabilnog kompleksa ubiranja svetlosti kod hloroplastnih zelenih algi, cijanobakterija i biljki.

## Literatura
- Nicholas C. Price; Lewis Stevens (1999). Fundamentals of Enzymology: The Cell and Molecular Biology of Catalytic Proteins (Third изд.). USA: Oxford University Press. ISBN 019850229X.
- Eric J. Toone (2006). Advances in Enzymology and Related Areas of Molecular Biology, Protein Evolution (Volume 75 изд.). Wiley-Interscience. ISBN 0471205036.
- Branden C; Tooze J. Introduction to Protein Structure. New York, NY: Garland Publishing. ISBN 0-8153-2305-0.
- Irwin H. Segel. Enzyme Kinetics: Behavior and Analysis of Rapid Equilibrium and Steady-State Enzyme Systems (Book 44 изд.). Wiley Classics Library. ISBN 0471303097.

## Spoljašnje veze
- Chlorophyllide-a+oxygenase на 